# Televisió a Irlanda
Les primeres emissions de televisió a Irlanda tenen sentit en un context polític diferent al d'hui. És després de la Segona Guerra Mundial que s'obren les emissions a Irlanda de la mà d'Irlanda del Nord i, això vol dir, que les emissions procedien del Regne Unit, més concretament de la BBC qui des de l'inici obrí un canal de televisió en vista de poder emetre a totes les illes britàniques. La independència de la República d'Irlanda va fer que sorgissen governs preocupats per la influència que exercia la BBC al país i és a partir dels 1950 quan es comença a parlar obertament de canals de televisió irlandesos. Tot i que hui el país posseeix els seus canals propis, també rep els canals britànics, alguns dels quals en la seua versió nord-irlandesa.

## Història de la televisió a Irlanda

### Televisió hertziana analògica
La història de la televisió a Irlanda està estretament lligada amb la història mateixa del país. Això en condiciona les emissions, ja que a Irlanda es poden rebre canals de televisió britànics. És així perquè durant bona part de la seua història, Irlanda ha estat ocupada pels anglesos i fou només després de la Primera Guerra Mundial que el país aconseguí la independència, això una part, la part sud perquè la nord quedà dintre de la corona britànica, fent que la nació irlandesa quedés des de llavors dividida en dos, procurant d'aquesta manera l'un dels conflictes més importants juntament amb l'afer del País Basc i de Catalunya a Europa de l'oest. La conseqüència és que el país rebé els beneficis d'haver estat dins de la corona a les primeres dècades del segle XX en termes televisius. Efectivament des que es posà en marxa la BBC, canal de televisió públic britànic, que es rebia la senyal a Irlanda mitjançant transbordament a partir d'Irlanda del Nord o del País de Gal·les. Per tant, es pot dir que les primeres emissions de televisió a Irlanda daten de la dècada dels 1940 i foren possibles gràcies a l'establiment de la BBC al Regne Unit.
Però tot al llarg de la dècada dels 1950, un cop assolida la independència, els governs successius irlandesos es preocuparen de la influència que exercia el canal britànic dins de la població irlandesa mateixa. S'estima que cap a finals de la dècada dels 1950 el 60% de la població irlandesa podia rebre la BBC i l'ITV. Així, durant la dècada dels 1950, s'assistí a un debat intern pel qual el govern irlandès es mostrà disposat a treballar perquè es creessin canals de televisió irlandesos. Fou a iniciativa d'O'Broin, secretari del Departament de Correus i Telègrafs, que es creà l'Éireann, la primera emissora de ràdio pública autòctona, establint un comitè dedicat a l'afer. Fruit d'aquest treball i gràcies a la pressió d'O'Broin, vist que el Departament de Finances no veia viable un servei de televisió irlandès pels costs que suposava, es redacta un memoràndum al març del 1951 amb el qual es treballà al voltant de quatre possibilitats. El memoràndum preveia un servei públic monopolitzat per l'estat, la creació d'un organisme paraestatal o bé la cessió d'emissions autòctones, mitjançant dues vies, a una empresa privada.
El memoràndum no va satisfer i es treballà en hipòtesis alternatives. Les pressions d'O'Broin pogueren i l'any 1961 es pogué estrenar el primer canal de televisió pròpiament irlandès que assumiria una empresa pública encarregada igualment de retransmissions radiofòniques irlandeses. Tanmateix, el panorama televisiu irlandès neix amb una de les deficiències heretades del procés d'anglonització d'Irlanda quan el país estigué sota la corona britànica. En efecte, malgrat que Irlanda posseeix els seus propis canals de televisió, són pocs el que ofereixen televisió en llengua pròpia, de forma que pràcticament tota la graella televisiva es troba en anglès.
Al país les dues llengües, el gaèlic irlandès i l'anglès, són oficials i existeixen zones del país on hi ha bilingües però són regions considerades de reserva on la llengua s'ha mantingut tot i el clar procés de retrocés. Ja a la dècada dels 1990 apareixen nous canals de televisió autòctons alguns dels quals emesos en llengua vernacla. Fou el cas, per exemple, de l'TG4 llançada el 31 d'octubre del 1996. És en consonància amb el Regne Unit que s'incorpora igualment la televisió per cable i per satèl·lit, un cop més condicionada per aquesta deficiència lingüística. La divisió del país després de la declaració d'independència també ha condicionat l'evolució històrica d'Irlanda del Nord segons els criteris i els esdeveniments ocorreguts al Regne Unit. Per exemple, els irlandesos del nord veieren anticipadament el naixement de la BBC i a la dècada dels 1960 s'incorporà a les llars el segon canal de la BBC. La introducció de Channel 4 i de la Channel 5 a la dècada dels 1980 i 1990 es fa primerament a Irlanda del Nord i, ben aviat, passa a la República d'Irlanda. També, les emissions que es reben a Irlanda del Nord de la BBC tenen algunes hores dedicades exclusivament al públic nord-irlandès, en consonància amb la política de devolució promoguda pels governs britànics. És més, fou vers el final de la dècada dels 1980 que s'introduí la televisió per cable al Regne Unit i, per tant, abans que la República d'Irlanda, els nord-irlandesos en van poder gaudir anticipadament.
Tot i les preocupacions inicials, el panorama televisiu irlandès s'ha acabat vertebrant entre la combinació de canals irlandesos i britànics. Les audiències mostren però que els canals irlandesos són els que han aconseguit unes quotes d'audiències més elevades.

### Televisió per cable i satèl·lit
La televisió per cable a Irlanda arriba a la dècada dels 1970 i en primer lloc s'estén pràcticament només a Dublín però amb el temps s'ha anat expandint per tot el territori i hui es pot veure a tot el país. Irlanda és dels països pioners en la matèria i per això se la considera com l'un dels països més connectats d'Europa. Les primeres emissions per cable abastaven únicament unes 6000 llars mentre que hui s'estima que el 40% de les llars de tot el país han adherit a una fórmula de pagament per cable. La implantació es fa doncs de forma progressiva fins a arribar al seu màxim a la dècada dels 1980 quan ja tot el país hi té accés i quan al mateix temps esdevé una opció força triada.
En l'actualitat, el servei l'ofereix la companyia britànica Sky Digital però abans d'això el producte era ofert per Virgin Media que assumí pràcticament tot el cablejat el país en haver comprat les companyies més xicotetes. L'establiment de la televisió per cable a Irlanda gaudí de molt bona acollida degut al fet que el servei proveïa canals britànics als quals els irlandesos no tenien accés. Tant és així que el negoci prospera de manera que s'obren empreses xicotetes per tot el territori. A la dècada dels 1980 s'assisteix a un procés de compra i, per tant, d'adquisició de la competència, fet que ha resumit el proveïment de televisió per cable a pocs proveïdors.
En canvi, el satèl·lit s'implanta molt més tard, a la dècada dels 1980. Inicialment el marcat se'l repartien dues companyies britàniques però a la dècada dels 1990 Sky Digital adquireix la competència assumint el lideratge quasi de manera monopolística. Els canals irlandesos poden doncs veure's a través de l'ASTRA mitjançant el senyal que emet Sky de forma conjunta per a Irlanda i el Regne Unit.

### Televisió digital terrestre
La introducció de la televisió digital terrestre a Irlanda és conseqüència de les directives de la Unió Europea que a la dècada dels 2000 decideix que tots els membres de l'ens supranacional han d'adaptar els seus països al nou sistema, oferint la mateixa cobertura que aquella de què disposa la televisió analògica. A Irlanda, però, el procés de digitalització ha estat molt més lent tot i que ja es registren proves a la dècada dels 2000. El país només aconsegueix tenir tot el territori digitalitzat l'any 2012. La implantació de la televisió digital terrestre es va fer a càrrec de Saorview, una empresa privada que obtingué l'autorització per operar a través de concurs públic. En quant al panorama televisiu en general, el llistat de televisions va créixer amb incorporacions de tipus institucional, com és el canal destinat al parlament irlandès, l'Oireachtas TV.

#### L'IPTV i les multiplataformes
L'IPTV o la televisió per internet l'han anat introduint els diferents operadors del país o que sent estrangers operen dins del país a través de la fibra òptica. Per exemple, Sky TV ofereix televisió per internet als seus clients a través de fibra òptica i mitjançant una fórmula de pagament, fet que iguala la televisió per IPTV al servei cablejat. Quant a les multiplataformes, gairebé totes les televisions del país, irlandeses com britàniques, s'han adaptat força ràpid fins al punt que la mateixa televisió pública ofereix el seu servei multiplataforma gratuïtament i pagant.

## Llista de canals

### Emissions obertes
En coherència amb el context històric del país, les emissions en obert combinen canals britànics i irlandesos. Dels irlandesos n'hi ha que emeten en llengua gaèlica irlandesa però no són majoritaris. A més, les emissions de la BBC segueixen el perfil marcat al Regne Unit, és a dir, donar a cada nació constitutiva del Regne Unit la seua pròpia versió de la BBC. Això fa que els canals generalistes de la BBC que es reben a Irlanda siguen aquells que s'emeten a Irlanda del Nord.
| Canals irlandesos: - RTÉ 1 (anglès) - RTÉ 2 (anglès) - TV3 (anglès) - TG4 (gaèlic irlandès) - 3e (anglès) - be3 (anglès) - RTÉ JR (anglès) - Oireachtas TV | Canals britànics: - BBC One (versió nord-irlandesa) - BBC Two (versió nord-irlandesa) - BBC Four - Independent Television - ITV 2 - ITV 3 - ITV 4 - ITV Be - Channel 4 - Channel 5 - CBeebies |  |

### Emissions per satèl·lit, per cable i per fibra òptica
Virgin Media, Eir i Sky TV són els proveïdors que ofereixen el senyal cablejat a Irlanda. L'oferta televisiva hi és combinada. És a dir, s'hi han obert canals autòctons però s'ofereixen igualment canals britànics, aquells que es poden rebre en mateixes condicions a les diferents nacions que constitueixen el Regne Unit. El satèl·lit, però, és proveït per Sky TV i emet, això sí, les versions internacionals dels canals irlandesos, a més de les corresponents britànics. En comparació, els canals per cable o per fibra òptica són molt més nombrosos. Sky TV ofereix en aquest sentit els seus canals per IPTV, concretament, a través de fibra òptica. En total, a la versió per cable i per fibra òptica, es compten un centenar de canals.
| Canals britànics: - BBC One (versió nord-irlandesa) - BBC Two (versió nord-irlandesa) - BBC Four - Independent Television - ITV 2 - ITV 3 - ITV 4 - ITV Be - Channel 4 - Channel 5 - CBeebies | - Sky One - Sky Two - Real Lives - Sky News - Sky Arts - Sky Sports - alibi - challenge - Comedy - Dave | - E! - ftv - Syfy - Fox - pick - TMC Monte Carlo - Disney Jr - Nickelodeon - Disney Channel - Cartoon Network - Cartoonito | - CNBC - Euronews - TV5Monde - Eurosport - Discovery - History - National Geographic Channel - DMAX - MTV - VIVA - 4 music - Kiss - Eir Sport - 3Kids |